# Femmes pendant la guerre de Gaza depuis 2023
Les femmes pendant la guerre de Gaza depuis 2023 font référence à l'expérience des femmes israéliennes et palestiniennes en tant que victimes de violences, combattantes, partenaires de leadership et participantes aux campagnes d'information de la guerre à Gaza. Le conflit est marqué par des violences à l'égard des femmes, notamment des informations faisant état de viols et de violences sexuelles commis par des militants du Hamas. À la suite de l'attaque contre Israël le 7 octobre 2023, des témoignages et des vidéos émergent de l'assaut, montrant des violences sexuelles contre des femmes israéliennes. Plus de 100 femmes israéliennes sont prises en otage et détenues à Gaza, ce qui conduit à des efforts de la part des femmes et des organisations israéliennes pour sensibiliser l'opinion et promouvoir leur libération. Le Secrétaire général de l'ONU et ONU Femmes ont condamné la violence contre les femmes israéliennes lors des attaques.
Dans la bande de Gaza, des milliers de femmes sont tuées lors des frappes israéliennes. Les deux tiers des 11 000 victimes palestiniennes signalées par le ministère de la Santé de Gaza début novembre sont des femmes et des enfants, soulignant les souffrances disproportionnées endurées par ces types de populations. Les agences des Nations Unies signalent de graves perturbations dans les services de santé maternelle, néonatale et infantile en raison des bombardements et des dommages aux infrastructures. De plus, le rapporteur spécial des Nations unies sur la violence contre les femmes décrit la situation comme une atteinte à la dignité et aux droits des femmes palestiniennes. Plus de 50 000 femmes enceintes à Gaza sont confrontées au manque d’accès à l’eau potable et à la nourriture, ainsi qu’à un accès limité aux fournitures médicales et aux cliniques, ce qui entraîne une augmentation de la mortalité infantile et la propagation des maladies.
L'implication des femmes dans l'armée israélienne est significative, nombre d'entre elles ayant servi dans des rôles de combat et apportant des contributions significatives pendant le conflit.

## Violence contre les femmes
Un groupe d'experts des Nations unies exprime son inquiétude face au volume croissant d'allégations de violences sexuelles qui auraient été perpétrées par des groupes armés contre des femmes et des filles en Israël le 7 octobre 2023, et aux informations faisant état d'agressions sexuelles et de menaces de violences sexuelles contre des femmes dans le territoire palestinien occupé depuis le 7 octobre. Les experts appellent à un processus indépendant d’enquête et de responsabilisation.

### Attaque du 7 octobre contre Israël

#### Violences sexuelles, torture et victimes
Lors des attaques du Hamas du 7 octobre 2023 contre des communautés israéliennes, des rapports font état de militants du Hamas violant, agressant et mutilant des femmes et des filles israéliennes,,,. À la suite de l'attaque, la collecte de preuves médico-légales par les autorités israéliennes confirme les violences sexuelles,,,. Le Hamas est accusé d'avoir commis des crimes de guerre et des crimes contre l'humanité en utilisant la violence sexiste comme arme de guerre,. Le Hamas émet un démenti global. Des témoignages émergent et des vidéos parviennent à l'armée contenant des témoignages selon lesquels, outre les meurtres, le Hamas a employé des méthodes de torture sévère comprenant des violences contre les femmes et des violences sexuelles, y compris le viol,,,,. Selon CNN, les affirmations sont faites par des témoins et « les enquêteurs ne disposent pas de témoignages directs, et il n'est pas clair si des victimes de viol ont survécu ».
Le professeur Ruth Halperin-Kaddari affirme que les attaques ciblées contre les femmes et les enfants, comprenant la torture et le viol, sont un objectif central visant à répandre la peur et la terreur et font partie de l'utilisation de la violence contre les femmes comme arme de guerre,.
Les informations faisant état de viols et de violences sexuelles s'appuient sur les témoignages de survivants du massacre du festival de musique près de Re'im et d'autres habitants des communautés de l'enveloppe de Gaza. Ces incidents sont également signalés par les sauveteurs. Les preuves médico-légales concordent avec la torture et le viol, et les vidéos sont filmées par les militants du Hamas eux-mêmes, certaines d'entre elles téléchargées sur les réseaux sociaux et sur Telegram par des militants du Hamas,,.

#### Otages
Plus de 100 femmes israéliennes sont prises en otage et détenues à Gaza. Des tentatives ont eu lieu, menées par des femmes israéliennes, pour sensibiliser à la crise des otages et promouvoir la libération des otages,.

### Bande de Gaza

#### Conséquences de l'offensive terrestre israélienne sur Gaza
À la mi-novembre, les deux tiers des 11 000 victimes palestiniennes tuées par le ministère de la Santé de Gaza depuis le début de la guerre sont des femmes et des enfants. Selon une déclaration conjointe de l'UNICEF, de l'OMS, du FNUAP et de l'UNRWA, les femmes de Gaza, ainsi que les enfants et les nouveau-nés, ont supporté des souffrances disproportionnées pendant la guerre, affirmant que « les bombardements, les établissements de santé endommagés ou non fonctionnels, les déplacements massifs, le manque d'approvisionnements en eau et en électricité ainsi que l'accès restreint à la nourriture et aux médicaments perturbent gravement les services de santé maternelle, néonatale et infantile,. La rapporteuse spéciale des Nations Unies sur la violence contre les femmes déclare que « depuis le 7 octobre, l'attaque contre la dignité et les droits des femmes palestiniennes a pris de nouvelles dimensions inédites et terrifiantes, alors que des milliers de personnes subissent le châtiment collectif, devenant victimes de crimes de guerre, de crimes contre l'humanité et d'un génocide en cours ».
Le 25 janvier 2024, un médecin basé à Gaza signale une augmentation du nombre de patientes souffrant de dépression post-partum et d'hémorragies post-partum.

### Cisjordanie et Jérusalem-Est
Le 14 décembre 2023, selon un groupe d'experts des Nations Unies, les femmes et les filles de Cisjordanie et de Jérusalem-Est occupée courent un « risque constant de subir la violence des colons ». Les experts notent que les femmes palestiniennes en Cisjordanie occupée sont « confrontées à une discrimination, un harcèlement, des agressions sexuelles et des attaques accrues de la part des autorités israéliennes et des colons » depuis le 7 octobre.

### Contre les femmes détenues par Israël

#### Abus sexuels et menaces de violence sexuelle
De nombreux prisonniers palestiniens rapportent avoir été victimes d'abus sexuels et de menaces de viol après le déclenchement de la guerre,,,. La BBC partage le témoigne de l'une de ces prisonnières : « Ils ont menacé de me violer... Il est clair que le but était de m'intimider ». Alors qu'Israël nie les allégations et menace de poursuivre son avocat pour incitation à la haine, la prisonnière libérée signala des menaces de viol contre d'autres femmes incarcérées. Une autre Palestinienne fit également état de menaces d'agression sexuelle de la part de gardes israéliens. Middle East Eye fait également état d'allégations de détenus selon lesquelles « des gardiens israéliens auraient menacé d'agresser sexuellement des détenues et les auraient agressées à l'intérieur de leurs cellules ».

### Réponses
La réponse à ces événements varie au niveau international, le président américain Joe Biden condamne les violences contre les femmes dans un discours du 10 octobre 2023. Les critiques du groupe israélien de défense des droits de l'homme et des droits des femmes sont adressées aux Nations unies et à ONU Femmes pour leur incapacité à lutter contre la violence sexuelle et sexiste dans les semaines qui ont suivi,,. Le Hamas nie le recours à la violence sexuelle. Le secrétaire général de l'ONU et l'ONU Femmes condamnent respectivement les 28 novembre et 2 décembre 2023 la violence sexiste contre les femmes israéliennes,,.

## Autres impacts du conflit

### Bande de Gaza

#### Soins maternels
Les Nations unies dénombrent environ 50 000 femmes enceintes à Gaza, et plus de 160 d'entre elles accouchent chaque jour. Sur environ 1,1 million de Gazaouis ayant été contraints de fuir le nord de Gaza à la suite d'un ordre d'évacuation israélien, 19 000 seraient des femmes enceintes, certaines souffrant de fausses couches en raison du stress et du choc. De nombreuses femmes hébergées dans les refuges n'ont pas accès à la nourriture et à l'eau potable et ont peur d'accoucher sans l'aide d'un médecin ou d'une sage-femme. Alors que plus des deux tiers des hôpitaux et des cliniques de soins primaires du territoire ne fonctionnent plus et que la production d'eau traitée de Gaza ne s'élève qu'à 5 % des niveaux normaux, les femmes enceintes de Gaza sont confrontées au manque d'accès de soins médicaux, à la malnutrition et à l'accouchement sans analgésiques,. Human Rights Watch, citant le manque de soins prénatals et d'accès à des installations médicales fonctionnelles, avertit que le conflit entraînera une augmentation de la mortalité maternelle et infantile. Les fausses couches à Khan Younès, dans la partie sud de la bande où les civils ont reçu l'ordre d'évacuer, auraient augmenté de 20 %.
Une analyse de l'UNRWA révèle que le manque de sécurité alimentaire expose les femmes enceintes et allaitantes à un risque accru de déficience immunitaire, ce qui entraîne des taux plus élevés de maladies liées à la nutrition telles que l'anémie, la prééclampsie et les hémorragies, ainsi que d'autres maladies de malnutrition maternelle, ce qui entraîne à son tour des taux plus élevés de mortalité maternelle et infantile. Selon le Fonds des Nations Unies pour la population, ces conditions affectent 45 000 femmes enceintes et 68 000 femmes allaitantes.

#### Hygiène menstruelle
En raison du manque d’eau potable et d’accès aux produits d’hygiène menstruelle, de nombreuses femmes de Gaza prendraient de la noréthistérone pour retarder leurs règles. Selon Human Rights Watch, étant donné le manque d'approvisionnement en eau potable pour gérer leur hygiène menstruelle, les femmes sont confrontées à des risques accrus d'hépatite B et de vaginite candidosique.

#### Risque de violence basée sur le genre
Les zones de conflit armé présentent des risques accrus de violences basées sur le genre, y compris des agressions sexuelles ; les rapports de l'ONU sur les cas de violence sexiste sont perturbés en raison des risques qu'engendre le conflit pour les travailleurs de l'ONU. Les installations surpeuplées utilisées comme abris, avec des salles de bains limitées, augmentent ces risques. L'UNRWA, au 15 novembre 2023, ne constate aucune d'augmentation de cette violence, mais un porte-parole avertit : « le harcèlement sexuel et la violence domestique ont tendance à augmenter lors des périodes de déplacement prolongées ». Les femmes et les hommes hébergés dans les installations de l'ONU au sud de Gaza dorment dans des sections différentes pour tenter d'atténuer certains de ces risques. Le manque d’accès aux soins médicaux s’étend également au traitement clinique du viol.

#### Détention de masse
Selon des groupes de défense, les femmes palestiniennes de Gaza ont fait l'objet d'arrestations massives par des soldats israéliens. Selon le chef de la Société des prisonniers palestiniens, Israël a arrêté 153 femmes à Gaza depuis le début de la guerre, dont des femmes enceintes. Certaines femmes auraient été détenues avec leurs bébés.

### Souffrance économique et psychologique

#### Cisjordanie
Les femmes de Cisjordanie occupée sont confrontées à l’insécurité provoquée par le conflit en cours, notamment par des fouilles invasives et des restrictions de voyage renforcées. Selon la directrice du Comité du syndicat des femmes de Jénine, « les souffrances psychologiques et économiques auxquelles les femmes [palestiniennes] sont confrontées dépassent l'imagination. Lorsque leurs maris sont en prison, tués ou empêchés de travailler en Palestine, les femmes palestiniennes souffrent ». Les experts des Nations unies évoquent les « restrictions draconiennes au regroupement familial et à la liberté de mouvement », ainsi que le risque « d'arrestation et de détention arbitraires par les forces d'occupation israéliennes, qui les maintiennent confinées chez elles et privées de leurs moyens de subsistance », qualifiant ce risque de constant. Les experts exhortent Israël à remplir son devoir en tant que puissance occupante de « prévenir et protéger les femmes […] contre la détention arbitraire, la discrimination et la violence ».

#### Israël
En Israël, de nombreuses femmes sont touchées par le ralentissement de l’économie pendant la guerre. Les mères ont du mal à retourner au travail car les structures de garde d'enfants ont été suspendues ou fonctionnent dans un format d'urgence partielle. De nombreuses femmes doivent quitter leur foyer en raison de l'évacuation des localités. Les femmes indépendantes ou propriétaires d’entreprises subissent des dommages économiques encore plus graves en raison de l’incapacité d’exploiter leur entreprise pendant la guerre. Il est également constaté que de nombreuses femmes sont mises en congé sans solde, les conséquences économiques de la guerre sur le marché du travail touchant davantage les femmes que les hommes,.

## Femmes dans les forces de défense israéliennes et la police israélienne

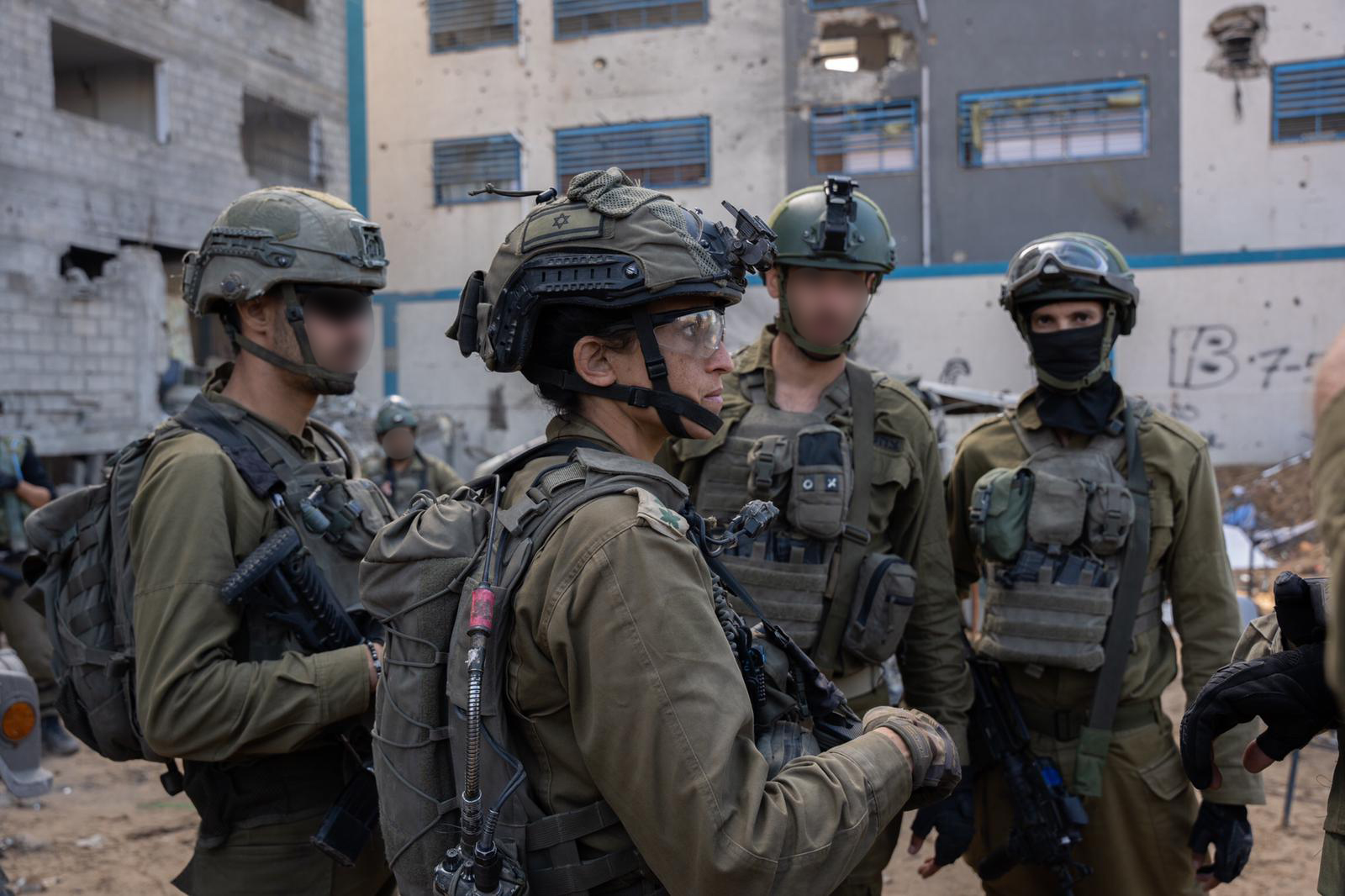
Colonel Yarden Shukrun (au centre), commandant du bataillon Shahar, dans la bande de Gaza, le 19 novembre 2023.

### Femmes dans les forces de défense israéliennes
L'implication des femmes dans les rôles de terrain au sein de Tsahal a considérablement augmenté depuis le début du 21e siècle, au point que la plupart de ces postes sont ouverts aux femmes, notamment l'aviation, les officiers de marine, les corps blindés, les renseignements sur le terrain, la police des frontières, les forces spéciales et plus encore. Le service des femmes dans l'armée israélienne en particulier est une question controversée. Dans la plupart des armées du monde, il n'existe pas de conscription formelle obligatoire, et certainement pas pour les femmes, comme c'est le cas en Israël, où il existe une loi sur la conscription obligatoire.

#### Observatrices de terrain
Lors de l'attaque du Hamas contre Israël en 2023, 14 observatrices de terrain du 414e bataillon de la base de Nahal Oz sont tués, un nombre sans précédent de femmes soldats tuées au combat. Un nombre indéterminé d'observateurs de terrain sont portés disparus et certains d'entre eux sont pris en otages. D'après des témoignages postérieurs à l'événement, il apparaît que dans les mois précédant l'attaque surprise, les observateurs ont mis en garde sur des préparatifs du Hamas en vue d'une attaque, sur la base de collecte de renseignements et l'entraînement inhabituel de ceux-ci,,,,. Pendant toute cette période, le haut commandement a refusé d'écouter ces avertissements. « C'est un appareil entièrement composé de jeunes femmes et de commandants », explique l'un d'eux. « Il ne fait aucun doute que si les hommes étaient assis devant ces écrans, les choses auraient été différentes ».

#### Bataillon Caracal
Les femmes de l'unité blindée du bataillon Caracal (en) ont rejoint les combats contre des dizaines de combattants du Hamas sur l'autoroute 232, dans la zone de Gaza. Plus tard, l'équipage a localisé et neutralisé quatre militaires dans le Moshav de Yated. Le char rejoint ensuite Holit (en), franchit la porte du kibboutz et s'avance vers le point central de l'incident avec d'autres combattants. Un affrontement a lieu pendant environ 40 minutes contre une escouade de 20 militants du Hamas jusqu'à ce que ceux-ci ne soient repoussés et tués.
Le lieutenant-colonel Or Ben Yehuda, commandant du bataillon Caracal, combat à la tête d'une force ayant éliminé 15 combattants armés du Hamas à Yated après de longues heures de combat. Lors de la bataille de Soufa, son bataillon tue plus d'une centaine de membres du Hamas sous son commandement et, en compagnie de l'unité Shayetet 13, nettoie l'avant-poste des infiltrés, sauvant ainsi la vie de dizaines de soldats.

#### Force aérienne israélienne

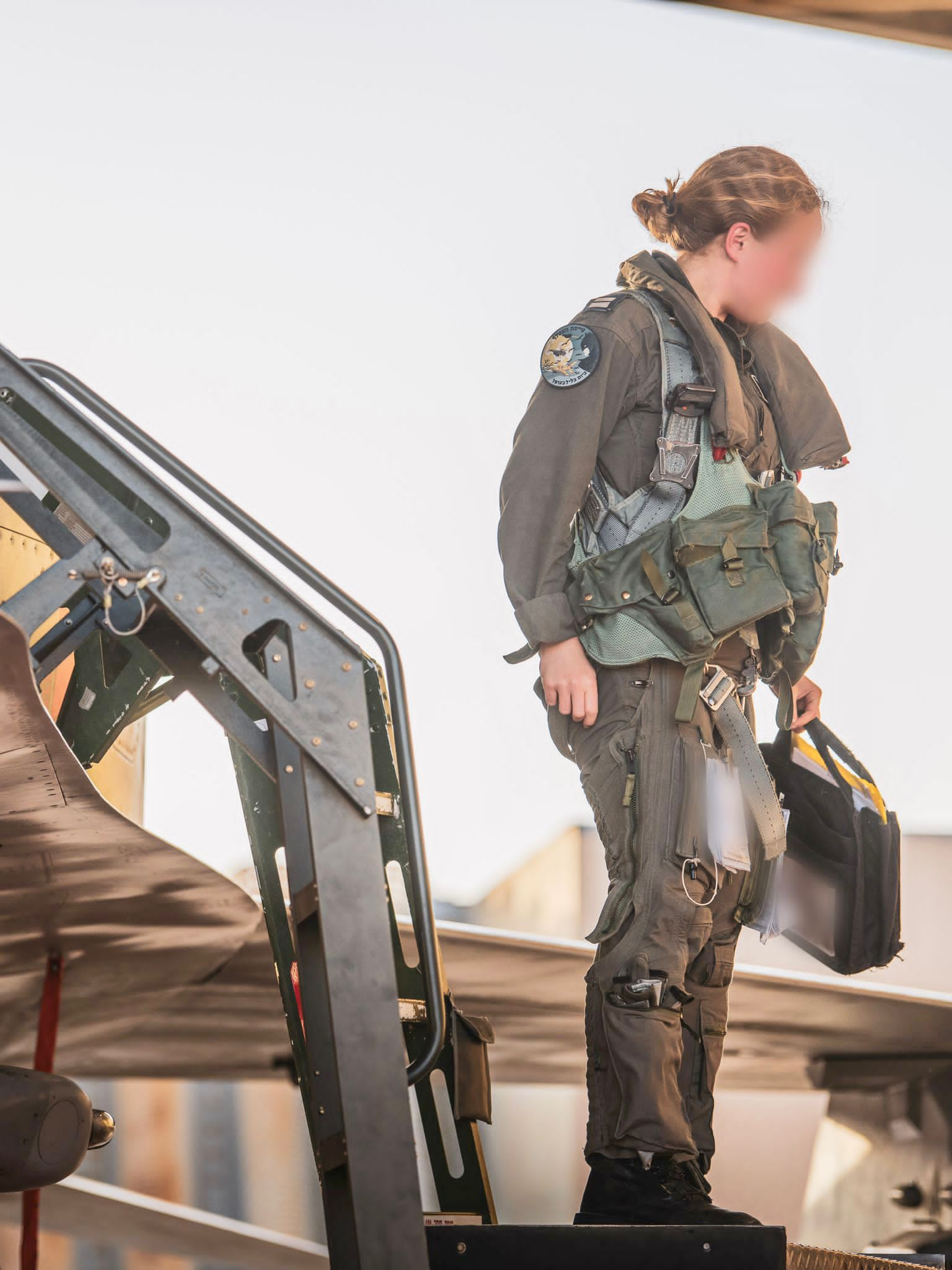
Pilote de chasse du 119e escadron.

Les femmes de l’armée de l’air israélienne ont joué divers rôles dès le premier jour de la guerre, incluant les pilotes, les navigateurs de combat et les opérateurs de véhicules aériens sans pilote. Pour la première fois, deux femmes intégreront l’unité d’élite de recherche et de sauvetage Shaldag.

#### Autres unités de Tsahal

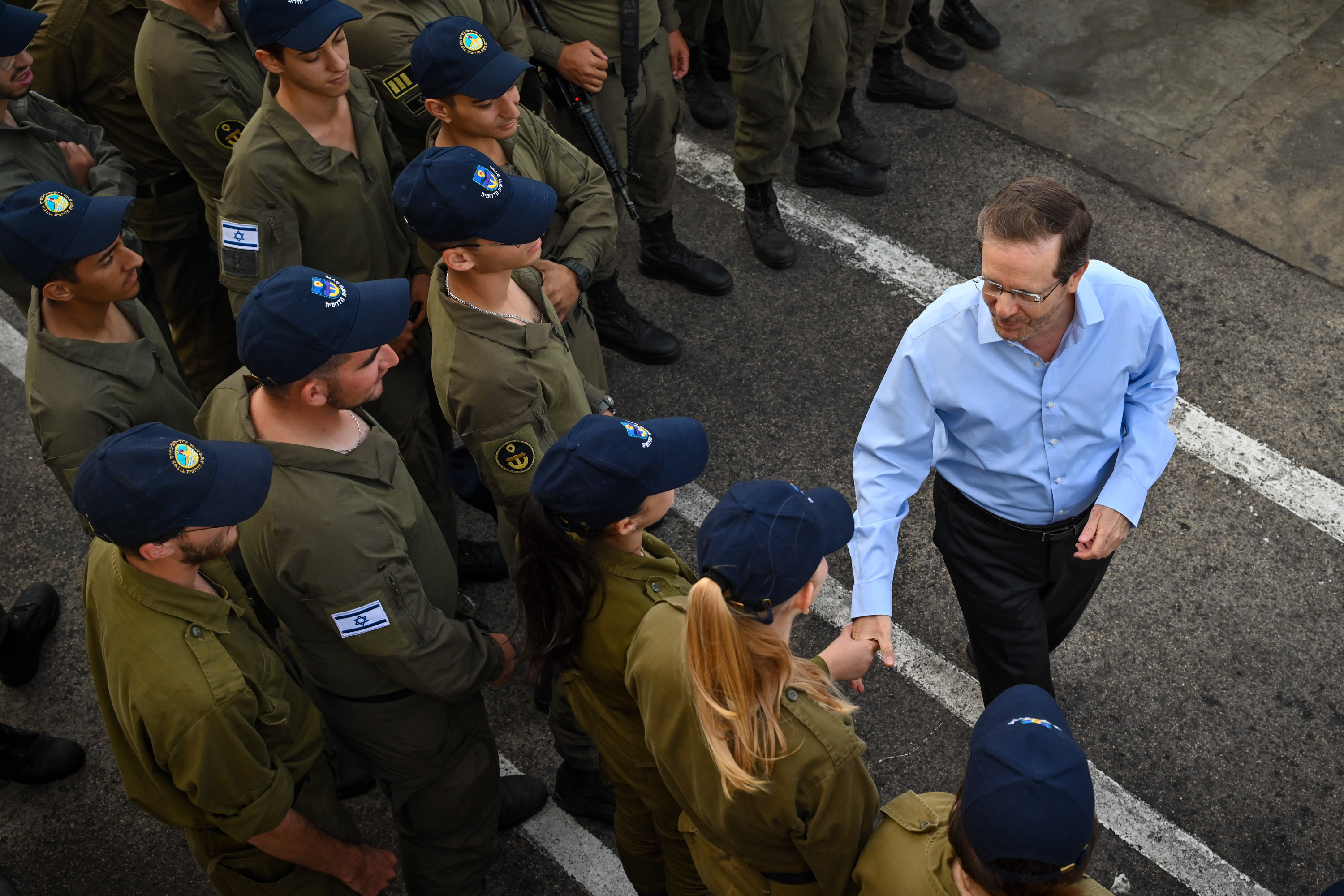
Le président de l'État d'Israël Isaac Herzog lors d'une réunion avec des femmes combattantes de la marine en novembre 2023.

- Le colonel Yarden Shukron-Yifrach, commandant du bataillon Shahar de la brigade de sauvetage et d'entraînement du commandement du front intérieur, dirigea une force qui a combattu le Hamas sur la plage de Zikim et à Ofakim[68]. En novembre, ce bataillon fut également le premier à introduire des femmes combattantes de Tsahal dans les forces terrestres à Gaza[70].
- Les commandants et combattants du bataillon des Lions de la vallée du Jourdain ont participé aux combats dans les environs[68].
- Les femmes soldats ont participé aux combats au sein de la marine dans divers rôles[71], tels qu'opératrices de contrôle maritime, saboteurs ou combattantes à bord de navires de guerre[68].
- Des officiers du commandement du front intérieur constituent une unité de liaison avec les autorités locales, dans des dizaines de villes et d'autorités à travers le pays, gérant la préparation des civils aux attaques de missiles[72].
- Le lieutenant Ilan Elharar, commandant du 13e bataillon du poste de commandement Nahal Oz de la brigade Golani, a sauvé 7 militaires d'une attaque menée par des centaines de soldats Palestiniens contre le poste de commandement[73].

### Femmes dans la police israélienne
Les femmes officiers ont joué un rôle important dans les activités de la police israélienne dès le déclenchement de la guerre. Six policières ont été tuées dans l'exercice de leurs fonctions. Le sergent-major Mor Shakuri a été tuée dans un affrontement avec des membres du Hamas sur le toit du commissariat de police de Sdérot. Des policières de haut rang ont été tuées lors de combats avec des Palestiniens à Yakhini et dans le kibboutz de Réïm.